# Tabanocella oldroydi
Tabanocella oldroydi är en tvåvingeart som beskrevs av Jean Charles Marie Grenier och Rageau 1955. Tabanocella oldroydi ingår i släktet Tabanocella och familjen bromsar. Inga underarter finns listade i Catalogue of Life.